# Aly Keïta (Musiker)

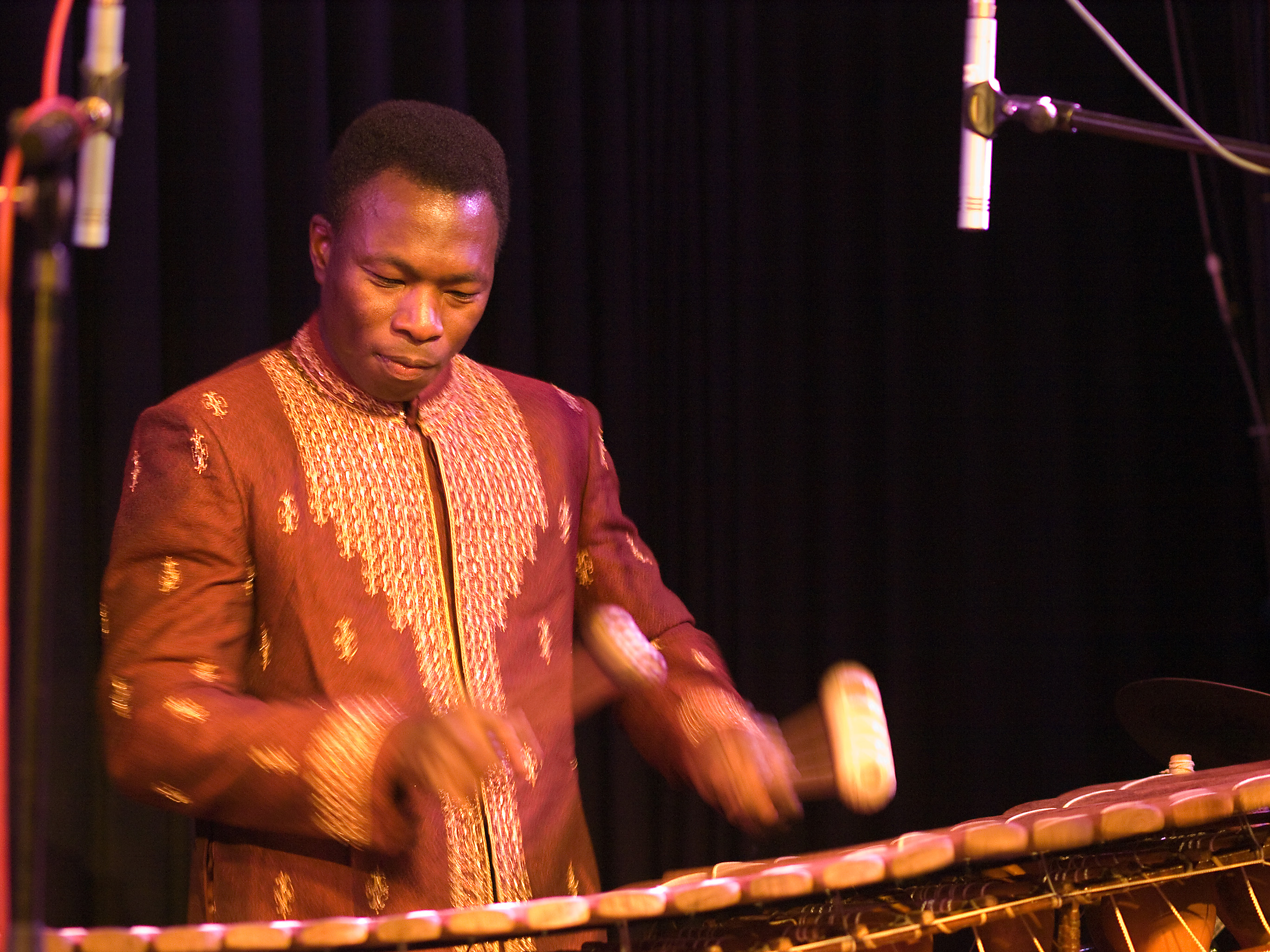
Aly Keïta im Jazzclub Unterfahrt (München 2010)

Aly Keïta (* 1969 in Abidjan) ist ein ivorischer Balafonspieler.

## Leben und Wirken
Keïta, der aus einer Griot-Familie der Malinké (die auch den Sänger Salif Keïta hervorbrachte) stammt, studierte das klassische pentatonisch gestimmte Balafon bei Zouratié Coulibaly in Mali. 1986 spielte er erstmals Jazzmusik mit Georges Makinto. Er entwickelte in der Folge ein diatonisches Balafon, das er den Anforderungen der westlichen Musik anpasste.
In Niamey betrieb Keita von 1989 bis 1995 im Auftrag des Centre de Formation et de Promotion musicale Ateliers für traditionelle und moderne Musik. 1998–1999 unterrichtete er an der Kunsthochschule von Abidjan, wo er unter anderem mit den Arrangeuren Maiga Bogana und Paul Wassaba zusammenarbeitete.
Internationale Kulturinstitute in Abidjan (wie das Goethe-Institut) luden ihn zu Projekten mit ausländischen Musikern ein. So trat er unter anderem mit Pharoah Sanders, Talib Kibwe, Philippe Sellam/Gilles Renne, Linley Marthe, Étienne M’Bappé, Paco Séry, Adepo Yapo, Camel Zekri, Rhoda Scott, Masahiro Sayama, Jean-Philippe Rykiel, Majid Bekkas und Joe Zawinul auf. Mit Hans Lüdemann und Steve Argüelles (jetzt Christian Thomé) bildet er das Trio Ivoire, mit dem er mehrfach auf Gastspielreise war und eine Reihe von Alben einspielte. 2008 legte er sein erstes Album unter eigenem Namen vor. Er unternahm internationale Solotourneen mit Paco Séry und El Hadj N’Diaye.
Der inzwischen in Berlin lebende Musiker leitet die Gruppe The Balankan (mit Hannes Kies, Saxophon, Benedikt Stehle, Schlagzeug, Arcadius, Bass), mit der er 2008 das Album Akwana Inisene aufnahm.

## Diskographische Hinweise
- Lukas Ligeti & Beta Foly, 1997
- Omar Sosa: Prietos, 2000
- Trio Ivoire, 2002
- Philippe Petit & Mr. Hyde: Back to the Beat, 2003
- Terezinha Araujo: Nos Riqueza, 2005
- Trio Ivoire: Touching Africa, 2006
- Akwaba Inisene, 2008
- Farafinko, 2010
- Marula: In All, 2010 (mit Majid Bekkas, Michael Heupel, Uwe Kropinski)
- Trio Ivoire: Timbuktu, 2014
- Africa Express: Terry Riley’s in C Mali, 2015
- Aly Keïta, Jan Galega Brönnimann, Lucas Niggli: Kalo-Yele, 2016
- Aly Keïta, Jan Galega Brönnimann, Lucas Niggli: Kalan Teban, 2020